# Gul svampsnylting
Gul svampsnylting (Hypomyces chrysospermus) är en svampart som beskrevs av Tul. & C. Tul. 1860. Gul svampsnylting ingår i släktet Hypomyces och familjen Hypocreaceae.  Arten är reproducerande i Sverige. Inga underarter finns listade i Catalogue of Life.

## Källor

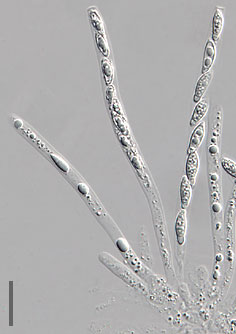